# Tolui Khan

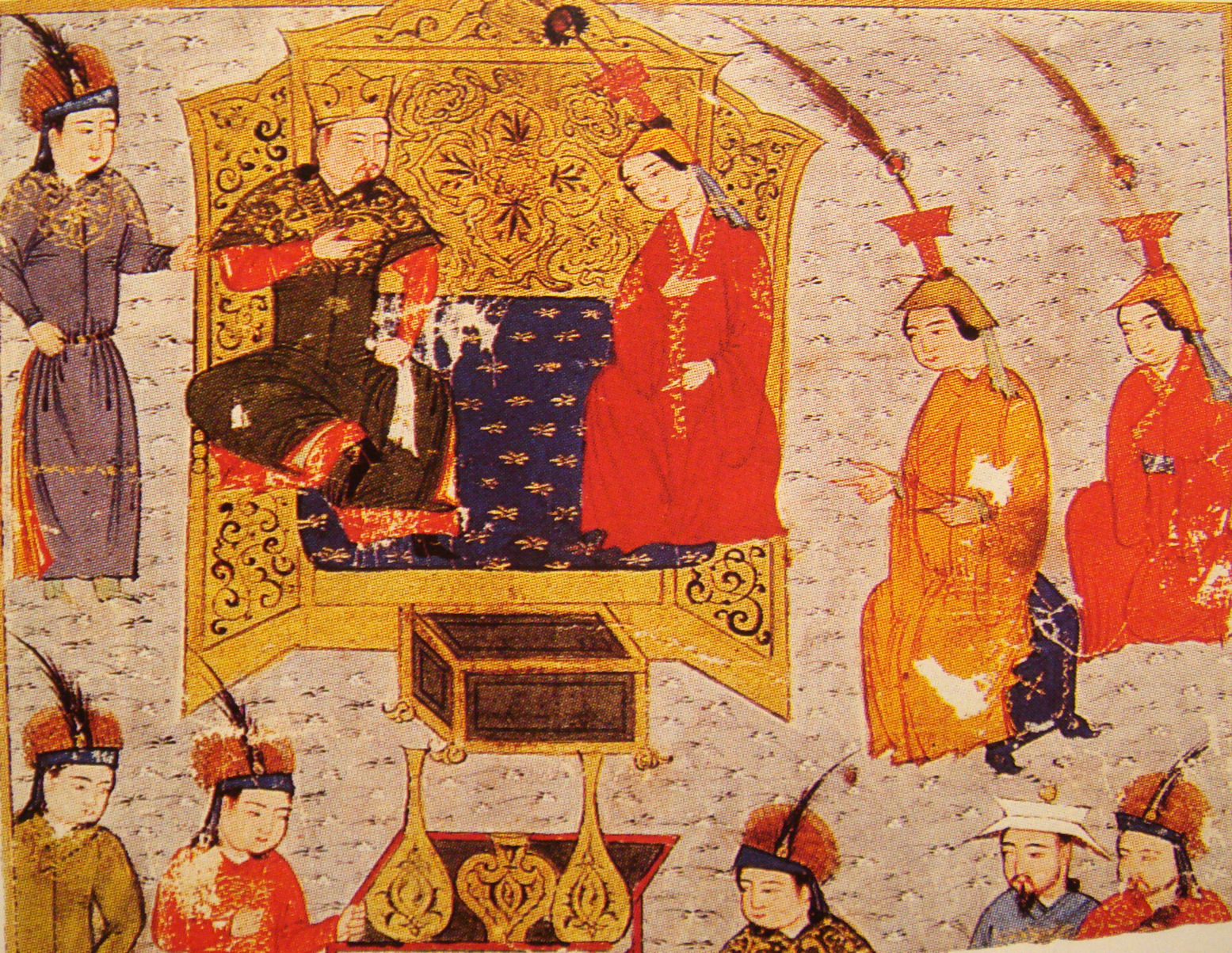
Afbeelding van Tolui Khan met zijn vrouw. Illustratie uit de Jami' al-tawarikh van de Perzische historicus Rashid al-Din

Tolui (of Toluy of Toloej, ca. 1190–1232) was de jongste zoon van de Mongoolse heerser Dzjengis Khan en diens vrouw Börte. Hij diende als veldheer in zijn vaders leger en was naar schatting verantwoordelijk voor de dood van enkele miljoenen inwoners van steden die hij veroverde.
In zijn jeugd was Tolui, als jongste zoon van Dzjengis Khan, een van de belangrijkste aanvoerders van het Mongoolse leger. Hij vocht onder meer in de campagnes tegen de Jin en de Chorasmiden. Hij speelde een belangrijke rol in de Mongoolse slachting bij Merv in 1221, waarbij naar verluidt in dertien dagen tijd 1,3 miljoen mensen omkwamen, en gaf de opdracht voor de slachting van Nisjapoer in hetzelfde jaar, die naar schatting 1,7 miljoen mensen het leven kostte.
Door zijn militaire vermogens overwoog zijn vader hem lange tijd als opvolger, maar koos uiteindelijk voor Ögedei, zijn derde zoon. Ögedei bezat betere politieke capaciteiten en was als zodanig geschikter om te regeren over het enorme Mongoolse rijk. Aangezien volgens de Mongoolse traditie de jongste zoon echter de bezittingen van de vader erfde, kwam Tolui het rijk toe. Hij werd Khan tot de khuriltai, de vergadering van bloedverwanten van Dzjengis Khan, in 1229 in Karakorum bijeengeroepen was. Zelf deed Tolui echter troonsafstand om aan de wensen van zijn vader te voldoen. Hij werd opgevolgd door Ögedei.
Samen met zijn vrouw, Sorghaghtani Beki, afkomstig uit de stam van de Keiraïten en nestoriaans christen, kreeg hij elf zonen, waarvan een aantal van groot belang waren voor het voortzetten van de Mongoolse dynastieën: Möngke, Koeblai, Ariq Boke en Hulagu. Hiermee is hij de stamvader van de Yuan-dynastie, het Ilkhanaat en de laatste Khans van Mongolië. Nakomelingen van Tolui leven in China, Zuidoost-Azië en Australië.